# Chihiro Hasegawa
Pour les articles homonymes, voir Hasegawa.
Chihiro Hasegawa (長谷川ちひろ, Hasegawa Chihiro) alias Nami Funakura (船倉奈美), est une actrice japonaise réputée de films pornographiques. Elle a figuré dans le générique de nombreuses vidéos (Amazone en recense 180) et a remporté de nombreux prix. Sa distraction préférée est le piano. Elle a, d'ailleurs, un diplôme d'enseignement au Japon[réf. nécessaire].

## Biographie et carrière
Chihiro Hasegawa est née le 23 septembre 1984 à Saitama, Japon.
Elle commence sa carrière en 2004, de façon inhabituelle pour une nouvelle venue dans la vidéo pornographique. Elle tourne, en effet, des films comportant des scènes de sodomie (Loli PaiPan M Anal), d'urophilie (Urination Class) et de zoophilie (Beast King 11).
Bien qu'elle ait tourné nombre de vidéos pour adultes de haut niveau au cours de sa carrière, Hasegawa a souvent fait son apparition dans des scènes pornographiques japonaises des plus inhabituelles tels que boire de l'urine ou/et du sperme (Drink Urine Depth Charge and Gokkun W Maid). Elle a été jusqu'à paraître dans un film, Chihiro Hasegawa - New Half and I, aux côtés de Moe, une actrice trans.
En 2005, elle travaille pour les studios Dogma connus pour leurs vidéos fétichistes extrêmes qui incluent bondage, urophilie, fist-fucking, fellations contraintes et vomissements.
On peut la voir dans la plupart des séries de Dogma interprétant le rôle d'un hermaphrodite
.
Hasegawa a également participé sur scène, en compagnie d'autres actrices de cette firme - connues sous le vocable de femmes « M » (pour Masochiste) du réalisateur TOHJIRO -, à une démonstration Live de SM devant 200 supporters de Dogma.
En 2006, Hasegawa partage, avec Maki Tomoda et Mayura Hoshitsuki le prix « Cendrillon érotique » (エロシンデレラ) qui récompense la meilleure actrice de l'année. Best of Chihiro Hasegawa, sa vidéo de 2007, commémore cet évènement et comporte cinq autres scènes issues de films tournés à ses débuts ainsi qu'un entretien journalistique de 30 minutes (« Chaque film me tient à cœur » y exprime-t-elle).
Dream School 10, une autre vidéo qu'elle a tournée en compagnie de 7 autres actrices, représentait la firme Moodyz au concours AV Open en 2006. Il fut honoré du second prix.
Chihiro Hasegawa annonce qu'elle abandonne l'industrie du film pornographique au mois de juillet 2008 et ferme son blog. Cependant elle a encore tourné deux vidéos supplémentaires, Shaved Lesbian Special Edition et School Girl Lesbian Vol.1, films axés sur le saphisme et parus en janvier 2009.
En marge de sa carrière dans le film pornographique, elle a interprété un petit rôle dans le quatrième épisode des séries télévisées romantiques アンナさんのおまめ (Anna-san no Omame) diffusée par TV Asahi et dans "The Best Friend of Beautiful Anna", au printemps 2006,.

## Filmographie (partielle)
| Titre de la vidéo                                                                                               | Producteur Numéro d'identification | Réalisateur        | Parution          | Notes |
| --- | ---------------------------------- | ------------------ | ----------------- | --- |
| Loli PaiPan M Anal ちょ～かわいい長谷川ちひろの*ロ●ータパイパンMアナル*                                         | Wanz Factory IA-101                | Shibato Taiyo      | 1er juillet 2004  | Debut Vidéo |
| Urination Class Reiko Mizuno 排尿教室 水野礼子                                                                  | V&R Planning VSPD-011              | Kaoru Adachi       | 19 août 2004      | Actrice principale Reiko Mizuno (également diffusé en non censurée sous le titre Woman Teacher in Black Reiko Mizuno le 14 juin 2005)    |
| Goth Lolita x Sweet Lolita ゴスロリ×甘ロリ                                                                      | Natural High NHDT-094              | Shino P            | 9 septembre 2004  | Avec Yume Imano |
| Beast King 11 - Chihiro Hasegawa 獣皇11-長谷川ちひろ-                                                           | Glory Quest MAD-20                 |                    | 13 septembre 2004 | Zoophilie |
| Super Angle of Manko 超-股間のアングル                                                                          | Wanz Factory SA-139                |                    | 1er novembre 2004 | |
| Miss. Child Play Miss.Child Play 長谷川ちひろ                                                                   | Glory Quest YPD-01                 |                    | 5 février 2005    | |
| Royal Anal Kingdom 11 Chihiro Hasegawa 名門アナル王国11 長谷川ちひろ                                            | Wild Side / King of Realism DWE-11 | Kaoru Toyoda       | 8 avril 2005      | scatologie / lavement |
| I Wanna Be Raped By My Sisters 妹たちに犯されたい…。                                                            | Dogma DDN-139                      | Hitoshi Nimura     | 15 mai 2005       | Saphisme Avec Mayura Hoshitsuki & Yuka Satsuki                                                                                           |
| Costume Play Lesbian コスプレ・レズ                                                                             | TMA Works TWD-169                  | Kyuhei Tsubakihara | 3 juin 2005       | Saphisme Avec Mitsu Amai & Yuri Manaka                                                                                                   |
| Dolls - Gothic Lolita With Semen                                                                                | Dream Ticket Gothic GHD-003        |                    | 6 octobre 2005    | |
| Woman Teacher in Black Reiko Mizuno 妹たちに犯されたい…。                                                       | Oriental Dream XV-35               | Kaoru Adachi       | 14 juin 2005      | Non censurée Avec Reiko Mizuno (Paru antérieurement sious une forme censurée sous le titre Urination Class Reiko Mizuno le 19 août 2004) |
| Deep Kiss Lascivious Lady Hermaphrodite Locked-Up Room 接吻、痴女、ふたなり、密室 南波杏                        | Moodyz Killer MDED-419             |                    | 1er juillet 2005  | Avec Moe Kimishima & Ann Nanba |
| School Swimming Wear '05 スクール水着 '05                                                                       | Golden Candy CAV-1689              |                    | 2 juillet 2005    | |
| Girls and the Imprisonment in a Harem 女子校生監禁ハーレム                                                      | Dogma DDT-130                      | TOHJIRO            | 19 octobre 2005   | Avec Yuria Hidaka & Nana Miyachi |
| Acting Procession Lolita in the Flesh Urinal 行列の出来るロリータ肉便器                                         | Marx SMA-120                       |                    | 13 novembre 2005  | |
| Sex Life 008 Chihiro Hasegawa × Rei Kudo Sex Life 長谷川ちひろ                                                  | Jitsuroku ZLD-008                  | Rei Kudo           | 27 décembre 2005  | |
| Jabaku Lynching by Lesbian 2 蛇縛のレズリンチ2                                                                  | Attackers Jabaku JBD-083           | Kimihide Umiyama   | 7 janvier 2006    | Lesbian Avec Riho Matsuoka, Manami Shiina, Rio Nakayama, Minaki Saotome & Rin                                                            |
| HS-03 Hard Style 3rd Stage                                                                                      | Style Art SAP-018                  | Chibikuro          | 19 janvier 2006   | |
| Bullied Woman 2 凹女凹（ボコボコオンナ）２                                                                      | Collector COTD-002                 |                    | 25 janvier 2006   | |
| M Drug - Female Meat Toilet Chihiro Hasegawa Mドラッグ                                                          | Dogma DDT-137                      | TOHJIRO            | 15 février 2006   | |
| Horny Devil Cinemashow 6 淫魔CINEMASHOW6 淫魔学園                                                               | Attackers Inmad ATID-060           | Eitaro Haga        | 7 mars 2006       | Avec Mayu Yamaguchi, Serina Satou & Serina Nakajima                                                                                      |
| Futanarism 2 ふたなりズム２                                                                                     | Dogma DDN-122                      | Hitoshi Nimura     | 15 mars 2006      | Saphisme Avec Mitsu Amai, Ran Monbu, Momo Nakamura, Misaki Asoh & Azusa Nagase                                                           |
| Dream School 10 ドリーム学園10 完全版                                                                           | Moodyz Value MIVD-005              |                    | 1er mai 2006      | Présentée au Concours AV Open en 2006 Avec Rino Kamiya, Nao, Mayura Hoshitsuki, Mikan Tokonatsu, Ren Hitomi, Miyu Sugiura & Hotaru Akane |
| Anal trance DX Chihiro Hasegawa アナルトランスDX 長谷川ちひろ                                                   | Dogma DDT-142                      | TOHJIRO            | 19 mai 2006       | Avec Mayura Hoshitsuki |
| VIP Gangbang Girls VIP乱交娘。                                                                                  | Premium Xanadu PXD-005             | Sabbath Horinaka   | 7 juillet 2006    | Avec Arisa Kanno & Ren Hitomi |
| Historically Younger Sister 史上最強の妹                                                                        | Attackers Inmad ATID-095           |                    | 7 septembre 2006  | Avec Shouko Mikami & Riho Matsuoka |
| Drink Urine Depth Charge and Gokkun W Maid 飲尿中出しゴックンWメイド 長谷川ちひろ 沢井真帆                      | M's Video MIVD-001                 |                    | 19 septembre 2006 | Partage la vedette avec Maho Sawai |
| LesFist Drug レズフィスト・ドラッグ                                                                             | Dogma D1-211                       | TOHJIRO            | 19 septembre 2006 | Saphisme Partage la vedette avec Maki Tomoda                                                                                             |
| Lolita Sperm Lesbian ロリスペレズ 星月まゆら 長谷川ちひろ                                                       | Dogma DDT-154                      | TOHJIRO            | 19 décembre 2006  | Partage la vedette avec Mayura Hoshitsuki                                                                                                |
| The Rope - Maso-Actress Collection, Vol. 6 縄・M女優 コレクション Vol.6                                         | Dogma COT-007                      | TOHJIRO            | 15 février 2007   | |
| Best of Chihiro Hasegawa 女優ベスト 長谷川ちひろ                                                                | Dogma DDT-160                      | TOHJIRO            | 19 février 2007   | |
| Chihiro Hasegawa - New Half and I 僕と長谷川ちひろとニューハーフ 女同士の嫉妬？密室劇場、世にも奇妙な三角関係。 | Karma KRFV-020                     |                    | 13 mars 2007      | Partage la vedette avec Moe |
| Chihiro Hasegawa Fan Appreciation Day 長谷川ちひろファン感謝DAY                                                 | Dogma DDT-161                      | TOHJIRO            | 19 mars 2007      | |
| Gokan Club GOKAN CLUB (ごかんくらぶ)                                                                            | Attackers Inmad ATID-115           | Tu-Ko              | 7 avril 2007      | Avec Chinatsu Kinoshita, Nana Miyachi, Megu Hagihara & Honoka Yukimi                                                                     |
| Hermaphrodite - Lesbian 3 ふたなりレズビアン3 淫乱マンコを持つ少年と、極太チンポを持つ少女。                    | Dogma DDN-153                      | Hitoshi Nimura     | 19 mai 2007       | Saphisme Partage la vedette avec Marin Izumi                                                                                             |
| The Rope - 7 M Women 縄・7人のM女                                                                               | Dogma COT-009                      | TOHJIRO            | 19 juin 2007      | Avec Hine Otsuka, Marin Izumi, Maki Tomoda, Yuria Hidaka, Mayura Hoshitsuki & Akane Mochida                                              |
| Onanie Poisoning Girl オナニー中毒少女 長谷川ちひろ                                                             | Dogma DDN-003                      | Morashiya Denpo    | 19 juillet 2007   | |
| kira☆kira SPECIAL DANCINGGALS kira☆kira SPECIAL DANCINGGALS★集団乱交                                            | kira☆kira KISD-008                 |                    | 25 novembre 2007  | Avec Hotaru Akane, Rei Ganaha, Nana Saeki, Ren Hitomi, Rio Nakayama, Minaki Saotome & Seira Takagi                                       |
| Breed Vol. 6 | Grou BR-06                         |                    | 28 janvier 2008   | Non censuré Publié également sous le titre As Nami Funakura                                                                              |
| Long Legs Club 7 美脚倶楽部 7 安藤なつ妃・長谷川ちひろ                                                          | Kirindou DKFG-008                  |                    | 14 février 2008   | Partage la vedette avec Natsuki Ando |
| Complete Dirty Rape 徹底汚辱！唾液と胃液と潮とゲロ 壮絶！強制ゲロマチオ学園                                     | Moodyz MIAD-357                    |                    | 11 avril 2008     | Avec Momo Nakamura & Marin Izumi |
| Shaved Lesbian Special Edition パイパンレズビアン特別編 ヒカリとヤミ                                            | Karma Paipan KRMV-594              |                    | 1er janvier 2009  | Saphisme Partage la vedette avec Nana Saeki                                                                                              |
| School Girl Lesbian Vol.1 - The Teen Age of Innocence 女子校生れずびあん VOL.1                                  | U&K Proud PJL-01                   |                    | 16 janvier 2009   | Saphisme Partage la vedette avec Ren Hitomi                                                                                              |

## Photos (sélection)

### Weekly Playboy[20]
- 8 mai 2006 (5 pages)
- 29 janvier 2007

### Télévision
- Anna-san no Omame (アンナさんのおまめ?) (TV Asahi)[21]